# Remigius Dieteren

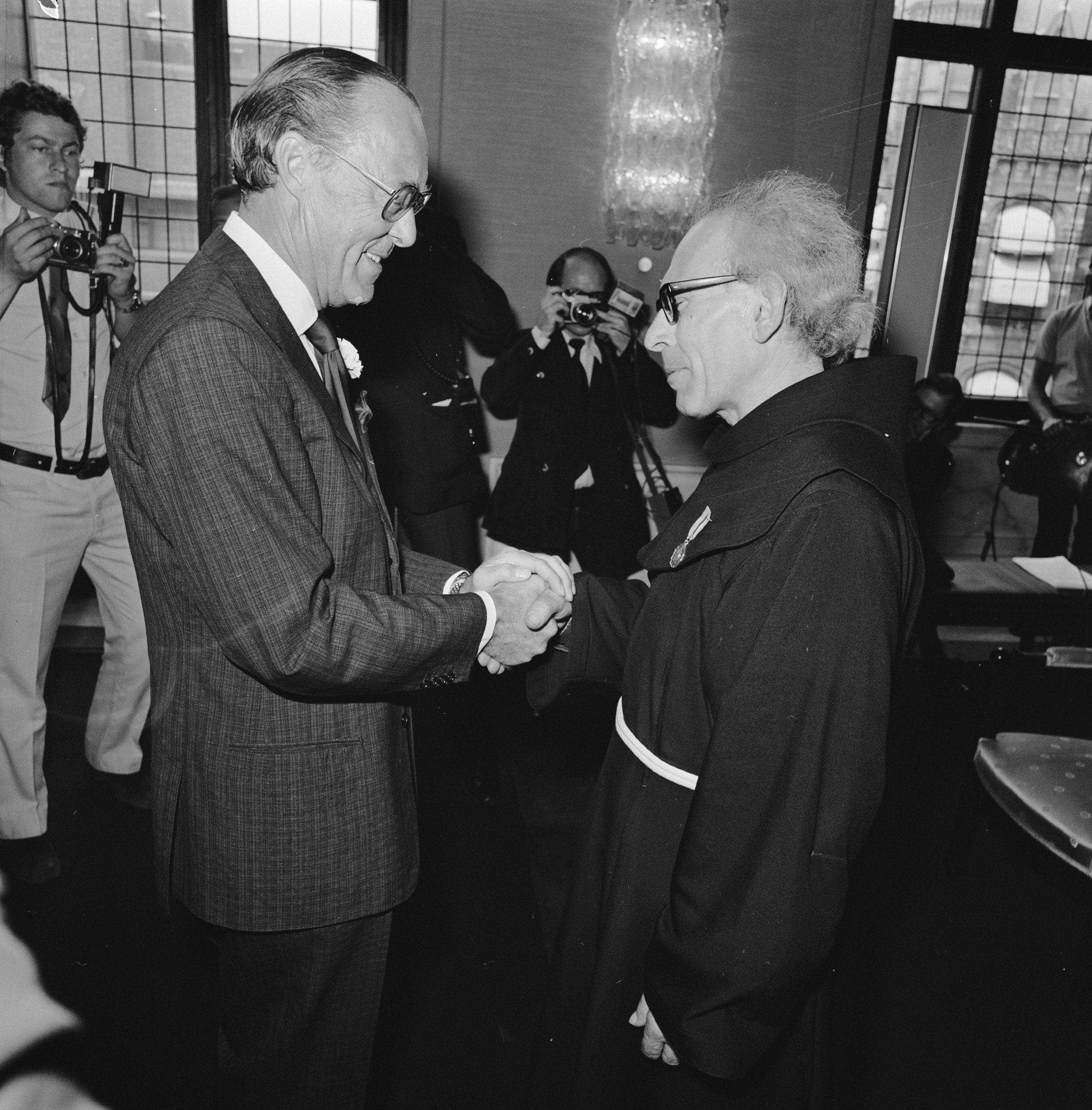
Remigius Dieteren krijgt zilveren anjer (1973)

Pater Dr. Remigius Dieteren OFM (Spaubeek, 31 januari 1915 - Maastricht, 15 december 1995) was een Nederlands geestelijke, voornamelijk bekend binnen de Nederlandse provincie Limburg.
Pieter Joseph Dieteren was zoon van Maria Jospehina Maas en Joannes Joseph Dieteren. Hijzelf bleef ongehuwd.
Zijn vader die mijnwerker was werd op jonge leeftijd slachtoffer van een werkgerelateerd ongeval, waardoor het gezin in armoede dreigde te vervallen. Hij kon toch leren aan het kleinseminarie Bisschoppelijk College te Sittard. Aansluitend werd hij novice te Hoogcruts. Er volgden nog studies te Venray, Alverna en Weert. In 1943 werd hij tot priester gewijd.
Verdere studie vond vanaf 1944 plaats aan de Katholieke Universiteit Leuven. Hij promoveerde in 1959 op het proefschrift De migratie in de mijnstreek tussen 1900 en 1935, een sociaal-historische studie; hij droeg het op aan Henri Poels. Dieteren was vanaf toen "doctor in de sociologie en politieke wetenschappen". Dieteren gaf lessen in sociologie aan het Pastoraal-Theologicum der paters Franciscanen te Maastricht (1955-1967). Dat combineerde hij met de functie als secretaris van de Stichting Bijzondere Zorg Limburg en het Sociaal Historisch Centrum voor Limburg (SHCL) (1949-1980), dat hijzelf van de grond had weten te krijgen. Het proefschrift was mede gebaseerd op de eerdere publicaties Veertig jaren arbeiderswoningen in Limburg 1911-1951 en Mens en mijn, een halve eeuw strijd (1953). Ook was hij directeur van Wijk en Buurthuizen diocees Roermond (1954-1955).
Voor zijn publicatie over de Limburgse mijnstreek kreeg hij in 1973 de Zilveren Anjer opgespeld. Hij werd in 1974 benoemd tot ridder in de Orde van Oranje-Nassau.
Hij overleed op 80-jarige leeftijd en werd begraven op de begraafplaats bij de Kerk van Sint-Pieter boven. Hij liet een archief achter van ruim 6 meter bij het SHCL.
- Digitale Bibliotheek voor de Nederlandse Letteren: diet026
- International Standard Name Identifier: 0000 0003 8582 6663
- Nederlandse Thesaurus van Auteursnamen: 070489564
- Système universitaire de documentation: 128741783
- Virtual International Authority File: 246068528